# Automóvil superdeportivo
Un automóvil superdeportivo es un automóvil cuyas prestaciones son altamente superiores a las de los demás coches convencionales, acercándose o excediendo niveles de un automóvil de carreras. Estos suelen utilizar materiales poco convencionales en los automóviles de producción en serie, tales como: fibra de carbono, Kevlar, aleaciones de aluminio, de magnesio, molibdeno o titanio, para reducir el peso y obtener mejores prestaciones. Por esta misma razón, suelen ser mucho más costosos que un deportivo de altas prestaciones. Esto a su vez, causa que los superdeportivos se produzcan en pequeñas series o bajo pedido, lo cual a su vez aumenta su exclusividad. Muchos de ellos se elaboran en parte de su proceso de fabricación a mano. Existen muchas marcas en el mercado que se mantienen dentro de la exclusividad del mercado y, por lo tanto, no son del dominio público, como en el caso de Ferrari, Lamborghini o Aston Martin.

## Contexto
Frecuentemente, estos automóviles son los que presentan el mayor desarrollo tecnológico en cuanto a potencia, seguridad y confort y, paulatinamente, estas cualidades van instalándose también en los coches de producción, conforme las tecnologías van bajando de costes o su uso comienza a ser necesario para su funcionamiento, seguridad, etc.
La aplicación apropiada de este término es subjetiva y disputada, especialmente entre los entusiastas del automóvil. Aunque no es una cifra o característica que pueda catalogarse o reconocerse globalmente como aceptable, e inclusive práctica, es cierto que la gran mayoría de los superdeportivos son aquellos que tienen un costo de fabricación por encima de los US$125 000, con excepción de limusinas de lujo como las de Bentley, Rolls-Royce o Maybach, por ejemplo.

## Historia

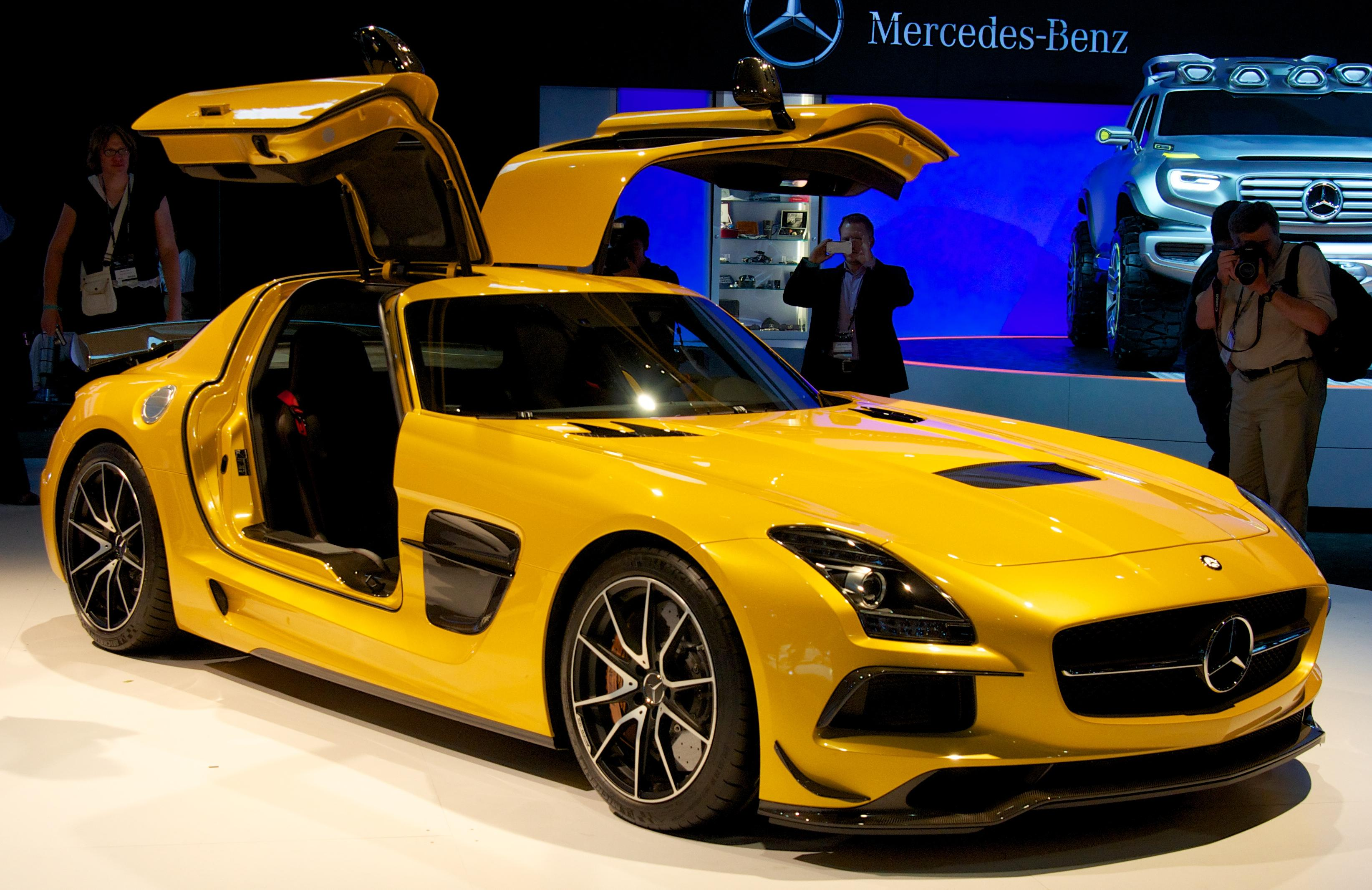
El Mercedes-Benz SLS AMG tiene un motor V8 que le permite acelerar de 0 a en 3.8 segundos

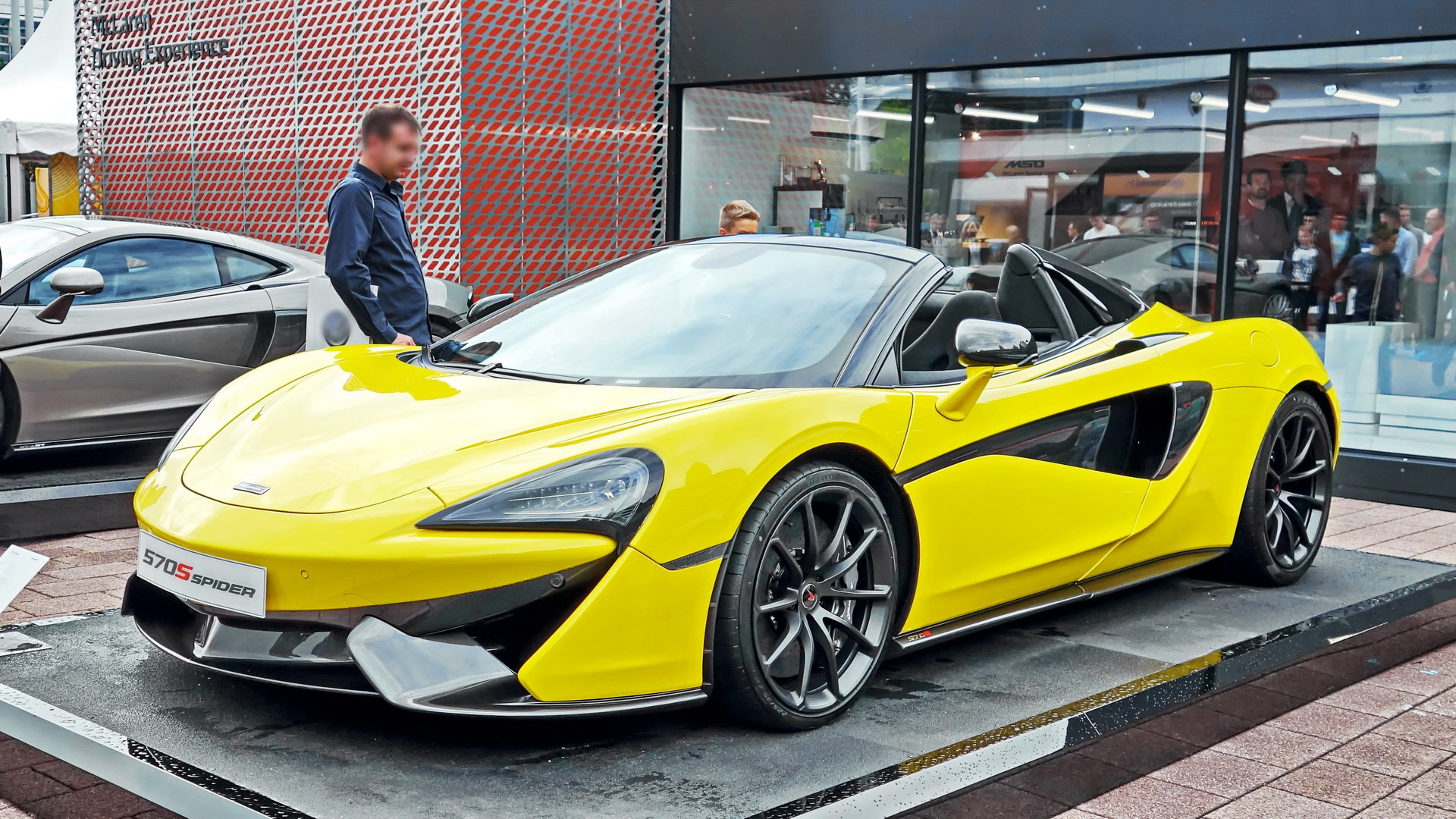
McLaren 570S Spider de 2017. Acelera de 0 a en 3.2 segundos y una velocidad máxima de

Sobre los orígenes, hay consenso en que los automóviles que fueron considerados como los primeros superdeportivos, fueron el Mercedes-Benz 300 SL "Gullwing", el Ferrari 250 GTO y los Lamborghini Miura y Countach, entre los más importantes.
Hasta 1994, el superdeportivo más rápido fue el McLaren F1 con 240,1 mph (386,4 km/h), hasta que el Koenigsegg CCR se lo arrebató con 395 km/h (245 mph). Ese mismo año y hasta 2007, el Bugatti Veyron se convirtió en el automóvil de calle más rápido del mundo, gracias a su motor W16 de 7993 cm³ (8 L; 487,8 plg³), con el que pudo alcanzar una velocidad máxima de 408,47 km/h (253,81 mph), hasta que fue superado por el SSC Ultimate Aero con un récord de 257,44 mph (414,31 km/h), luego Bugatti volvió a batir el récord mundial con el Veyron 16.4 Super Sport de 1200 CV (1184 HP; 883 kW) de potencia y una velocidad máxima de 431,072 km/h (267,855 mph).
Luego de que Bugatti rompiera el récord del coche más rápido, Shelby SuperCars lanzó un nuevo concepto a nivel deportivo, que contaba con una potencia de 1350 CV (1332 HP; 993 kW) y alcanzaría una velocidad máxima de 442 km/h (275 mph).
Posterior a esto, el Hennessey Venom GT tiene actualmente el récord por el auto de producción más rápido del mundo, alcanzando una velocidad de 270,49 mph (435,31 km/h), aunque no se tomó en cuenta de manera oficial en el Libro Guinness de los récords, debido a ciertos requisitos con los que no cumplía. Hennessey Performance Engineering afirmaba que su Venom GT podría alcanzar los 442 km/h (275 mph), dejando atrás al Bugatti Veyron Super Sport, con 431 km/h (268 mph). Su producción estaba limitada a 30 unidades y solamente cinco World Record Edition que era capaz de llegar a esa velocidad. El Hennessey Venom GT también tiene el récord Guinness de aceleración de 0 a 300 km/h (186 mph) en solamente 13.63 segundos, superando al Koenigsegg Agera R que lo hizo en 14.53 segundos y al Bugatti Veyron Super Sport que lo hizo en 14.6 segundos.

## Hiperdeportivos
Se sabe que los superdeportivos superan a otros coches en el mercado. La tecnología avanzada y el equipamiento han hecho posible crear coches que superen todas las expectativas, por lo que son una colección del 1% superior de superdeportivos. Eso significa que todos los hiperdeportivos son automáticamente superdeportivos, pero no todos los superdeportivos son hiperdeportivos. Se desconocen los criterios establecidos para un hipercoche. Sin embargo, cuando se observan los que están disponibles actualmente en el mercado, se puede ver por qué recibieron el preciado título, por lo que tal vez la potencia es lo que realmente los distingue.
El Koenigsegg Jesko de 2020 tiene una versión llamada "Absolut" con un motor V8 de 1625 CV (1603 HP; 1195 kW) que, según el propio fabricante, afirma que tiene una velocidad máxima superior a los 483 km/h (300 mph) en las condiciones adecuadas y, de acuerdo con algunas simulaciones desde el punto de vista teórico, tal vez podría alcanzar hasta 330 mph (531 km/h) o algo así. Sin embargo, el propio fabricante ha aceptado que no tienen la ambición de ir tan rápido, que más bien dicha hazaña estaría supeditada a la ubicación, las habilidades del piloto y la capacidad del propio coche. Por lo anterior, se aclara y reitera nuevamente que sigue siendo meramente teórico, ya que no ha sido verificado ni certificado por ninguna prueba realizada por algún medio oficial acreditado.
Actualmente el automóvil eléctrico más rápido del mundo es el Rimac Nevera, con una potencia de 1914 CV (1888 HP; 1408 kW), con lo que le permite acelerar de 0 a 100 km/h (62 mph) en 1.97 segundos y de 0 a 300 km/h (186 mph) en 9.3 segundos, superando al Bugatti Veyron Super Sport y al Koenigsegg Agera R, además de ser capaz de alcanzar una velocidad máxima de 412 km/h (256 mph).

Bugatti Veyron 16.4 en Manchester
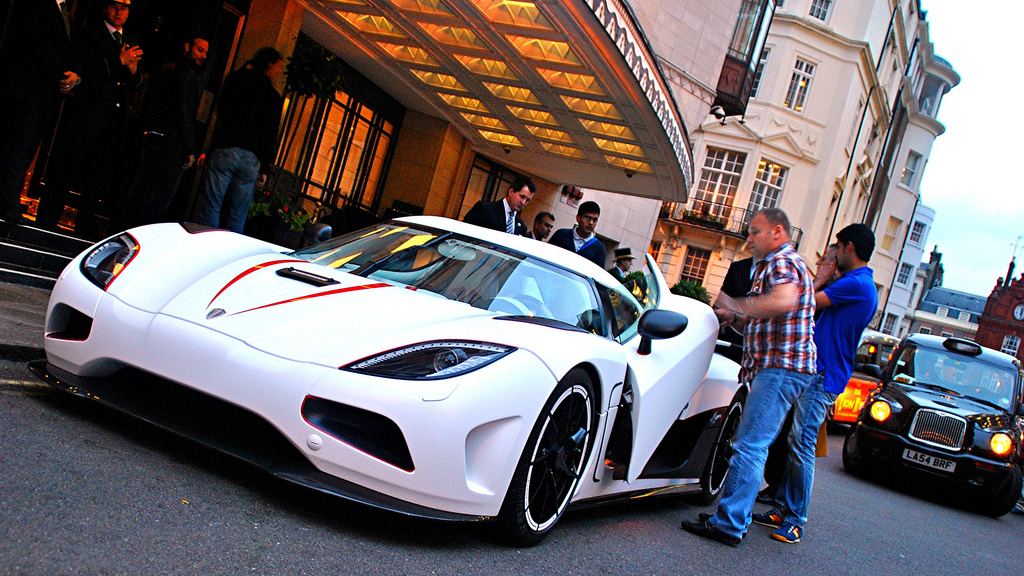
Koenigsegg Agera R en el Hotel Dorchester de Londres en junio de 2011
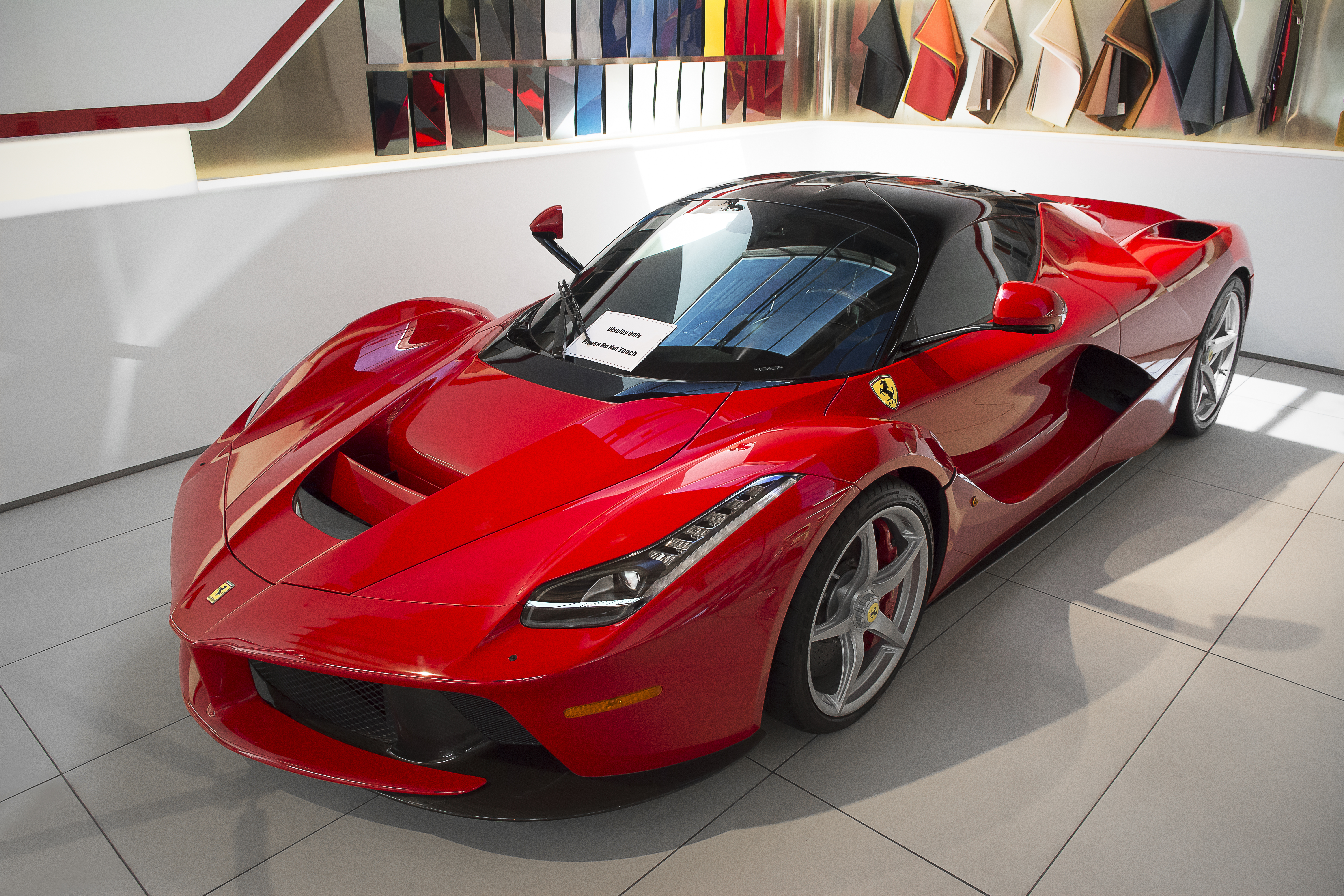
Ferrari LaFerrari en Beverly Hills. Marcó un récord de 1:20 en el circuito de Fiorano
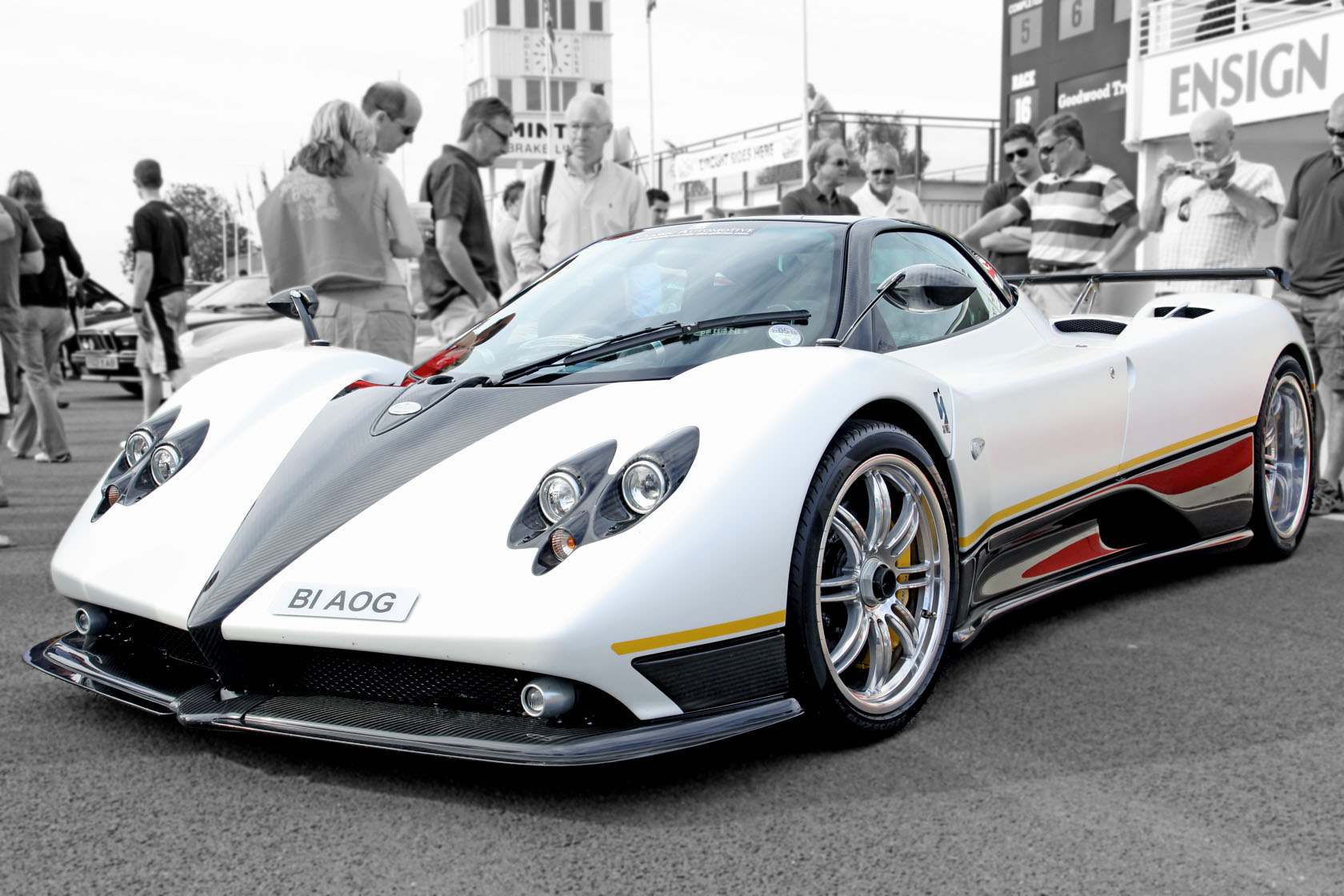
Pagani Zonda PS (Peter Saywell) de 2013
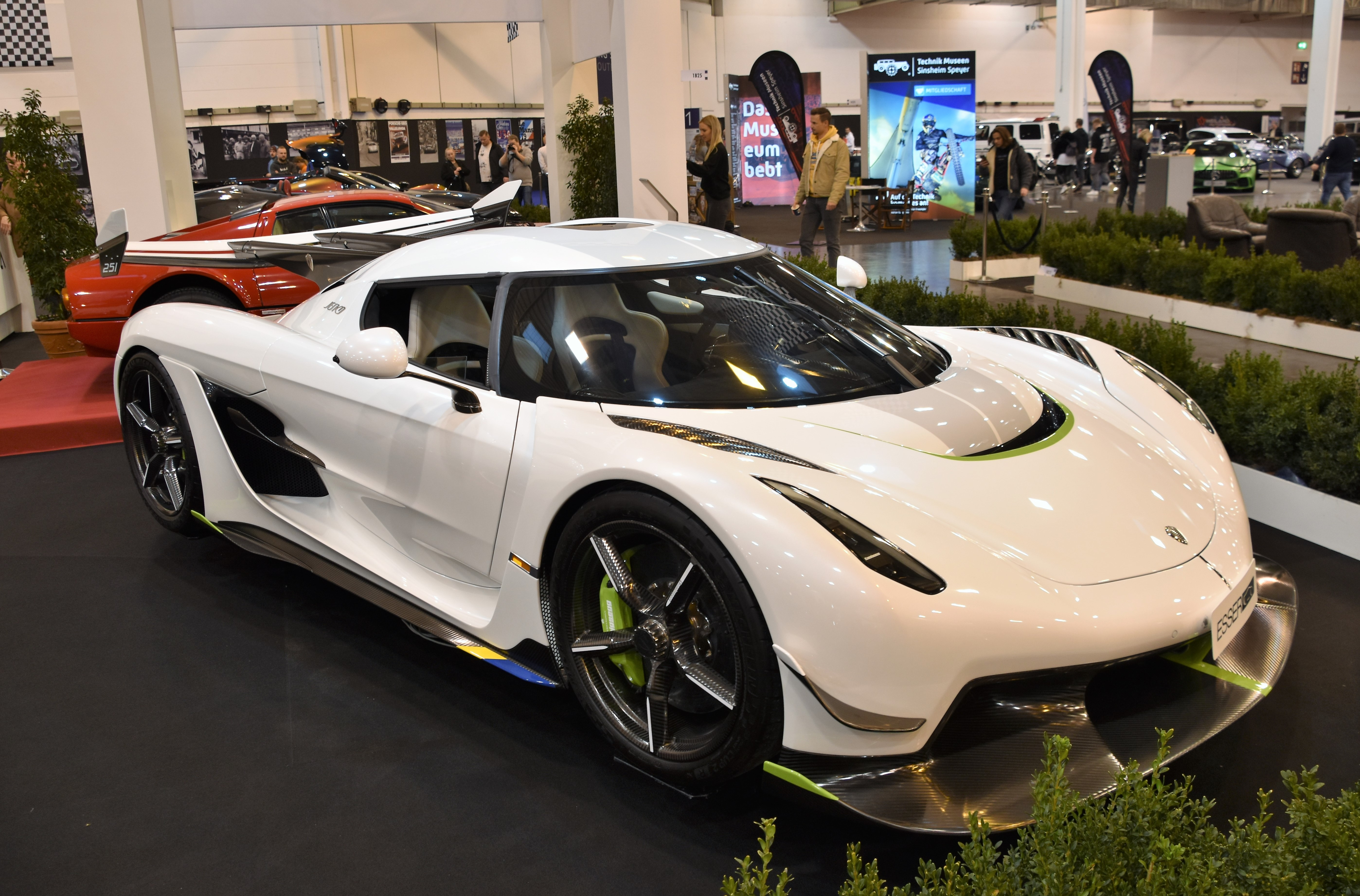
Koenigsegg Jesko en el Salón del Automóvil de Ginebra de 2019 en Le Grand-Saconnex